# Willard Ives

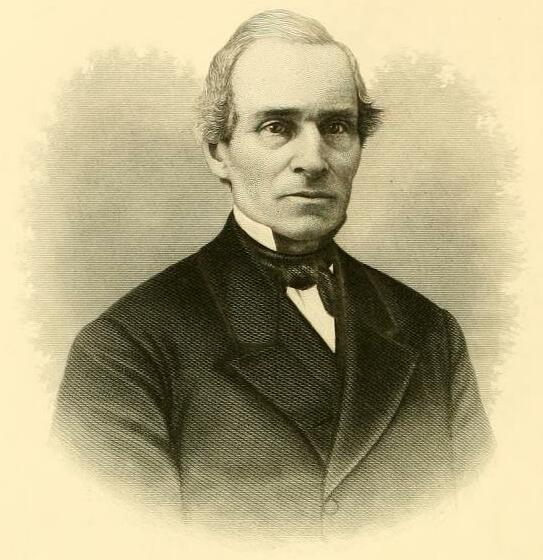
Willard Ives

Willard Ives (* 7. Juli 1806 in Watertown, New York; † 19. April 1896 ebenda) war ein US-amerikanischer Politiker. Zwischen 1851 und 1853 vertrat er den Bundesstaat New York im US-Repräsentantenhaus.

## Werdegang

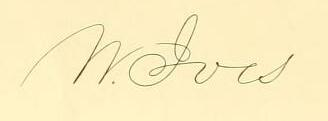
Unterschrift

Willard Ives wurde ungefähr sechs Jahre vor dem Ausbruch des Bürgerkrieges in Watertown im Jefferson County geboren. Er besuchte Gemeinschaftsschulen, die Belleville Academy und die Lowville Academy. Danach war er in der Landwirtschaft tätig, verfolgte aber auch Bankgeschäfte. Er saß in den Jahren 1829 und 1830 in der New York State Assembly. Als Delegierter nahm er 1846 an der World Convention of Methodists in London (Großbritannien) teil.
Im Jahr 1848 kandidierte er erfolglos für den 31. Kongress. Politisch gehörte er der Demokratischen Partei an. Bei den Kongresswahlen des Jahres 1850 für den 32. Kongress wurde Ives im 19. Wahlbezirk von New York in das US-Repräsentantenhaus in Washington, D.C. gewählt, wo er am 4. März 1851 die Nachfolge von Charles E. Clarke antrat. Er schied nach dem 3. März 1853 aus dem Kongress aus.
Dann war er Präsident des Ives Seminary in Antwerp, welches er ausgestattet hatte. Er gehörte zu den Begründern der Syracuse University, wo er zwischen 1870 und 1886 im Board of Trustees saß. Danach war er in der Landwirtschaft tätig. Am 19. April 1896 starb er in Watertown und wurde auf dem Brookside Cemetery beigesetzt.